# Villa La Angostura

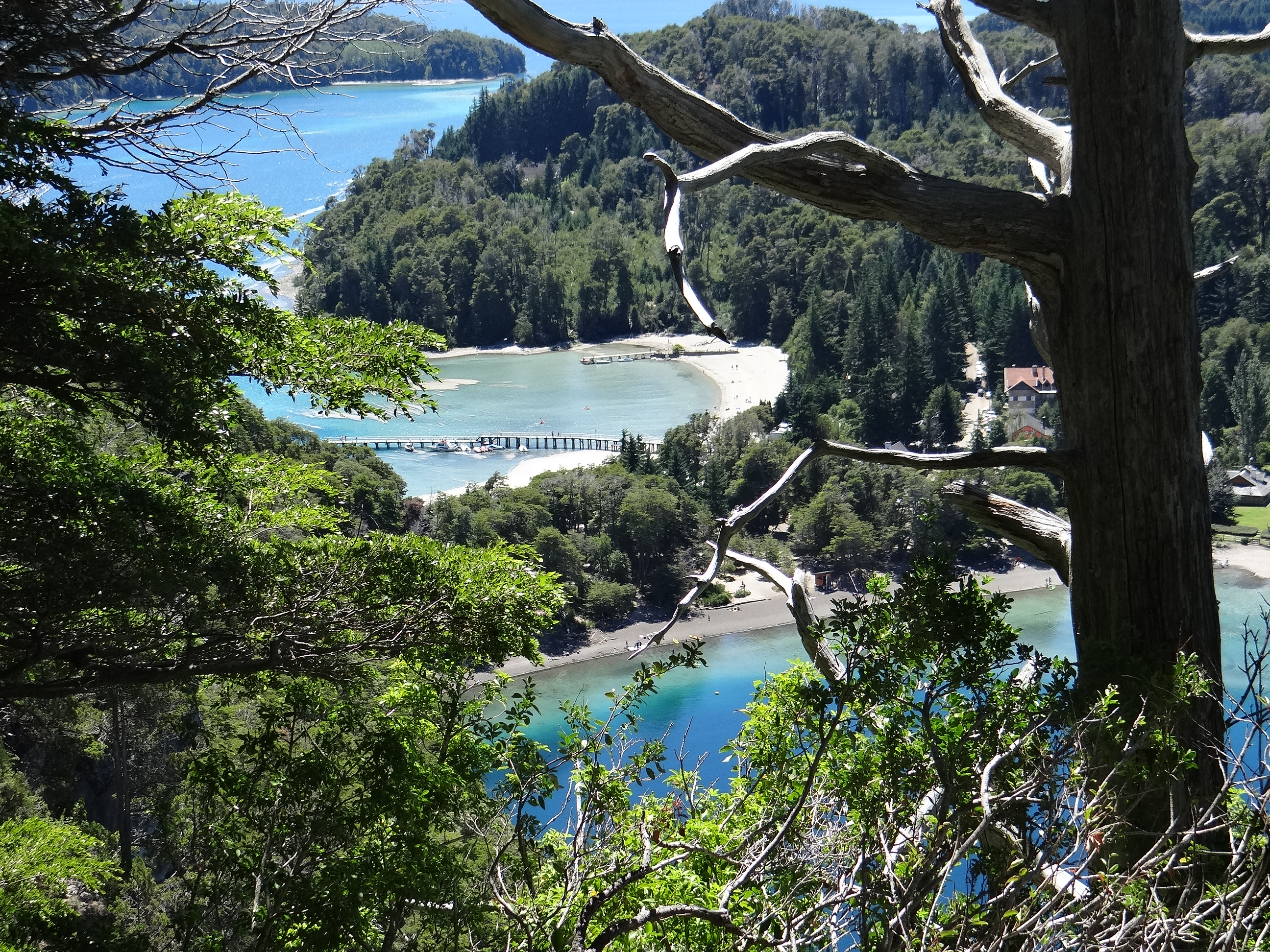
Istmo de Quetrihué visto desde el mirador de bahía Mansa, que le da el nombre a la villa.

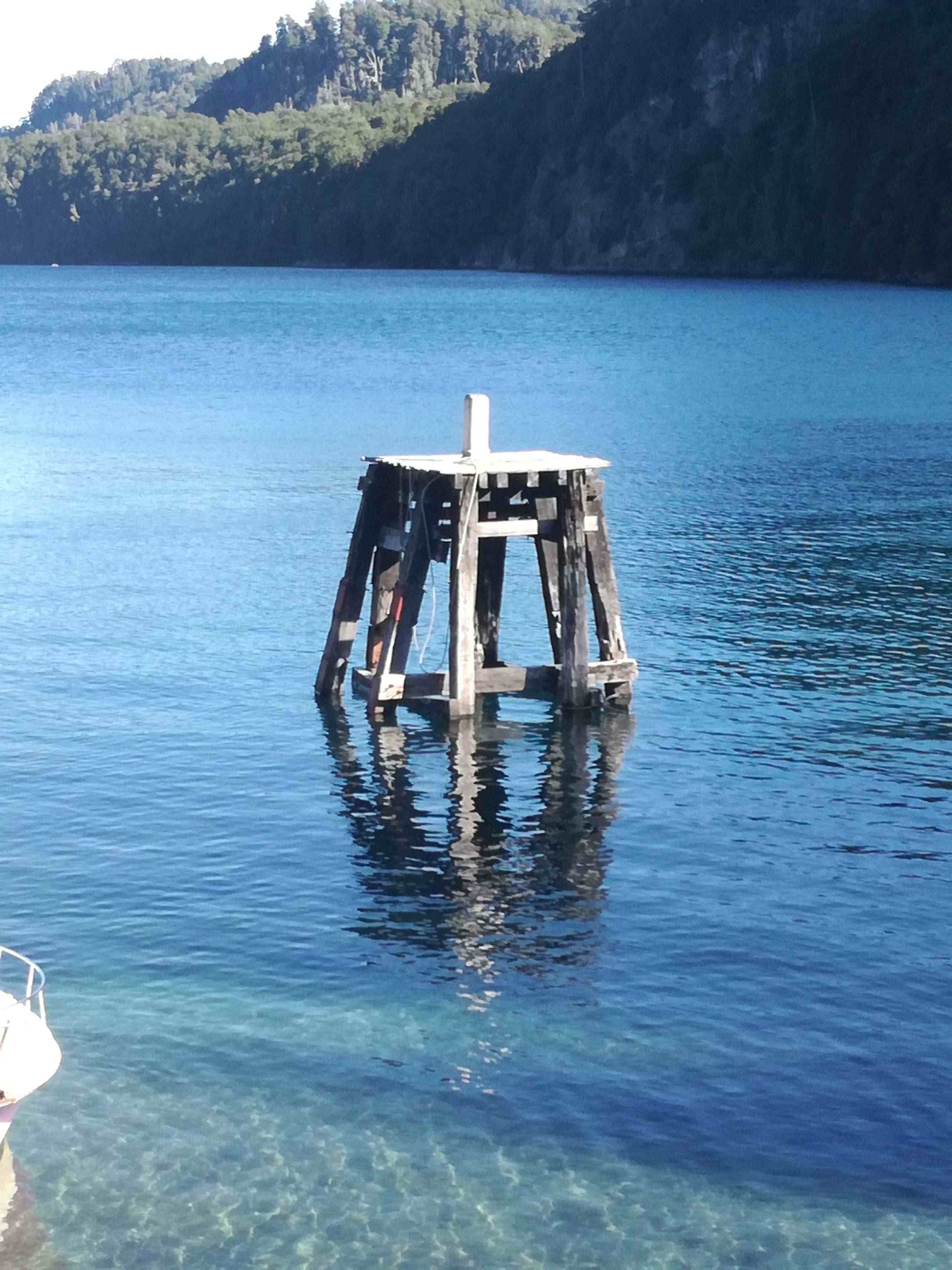
Paisaje observado en Bahía Mansa.

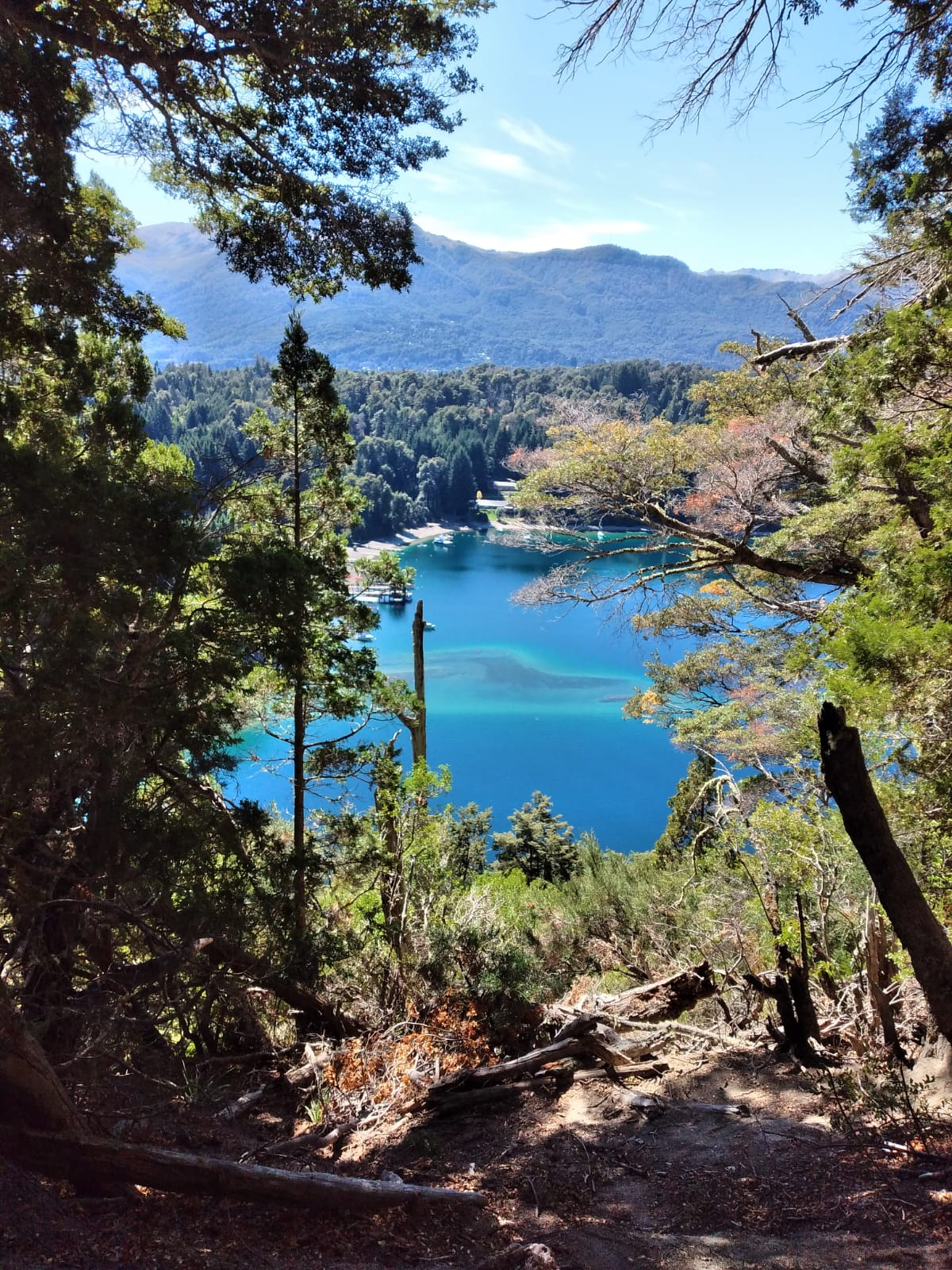
Vista desde el sendero hacia el mirador brazo norte

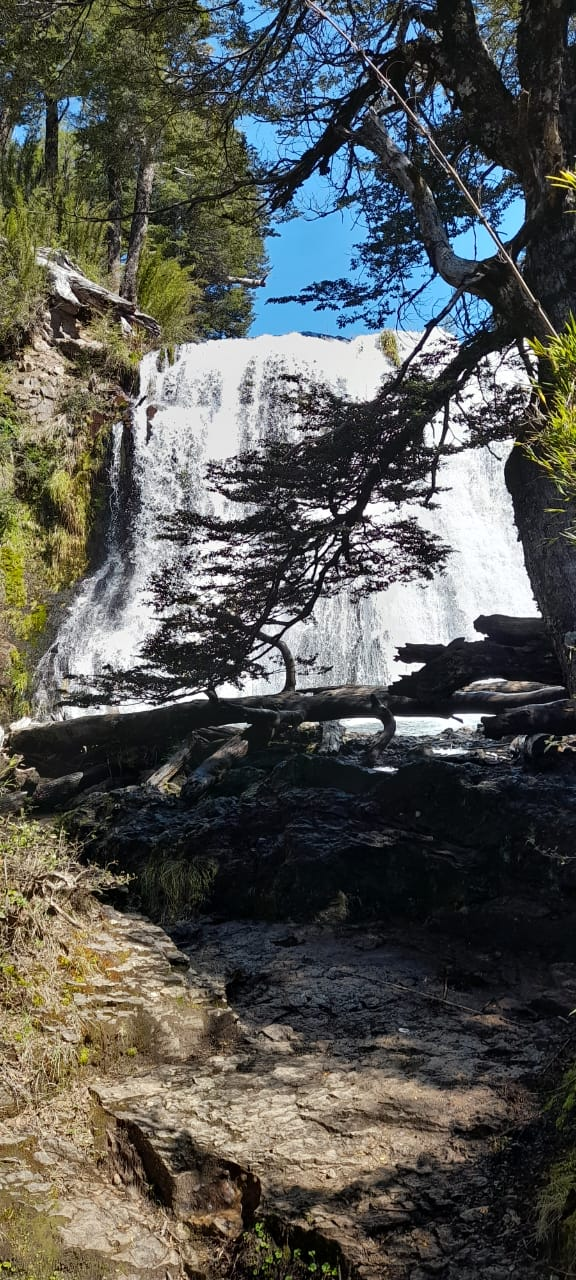
A mitad de trayecto entre San Martín de los Andes y Villa La Angostura por el Camino de los Siete Lagos se encuentra el sendero de baja dificultad que lleva hasta la cascada Ñivinco, en pleno Parque Nacional Nahuel Huapi. El paseo a pie resulta ideal para quienes transitan la Ruta 40 y una oportunidad para conocer el bosque andino norpatagónico.

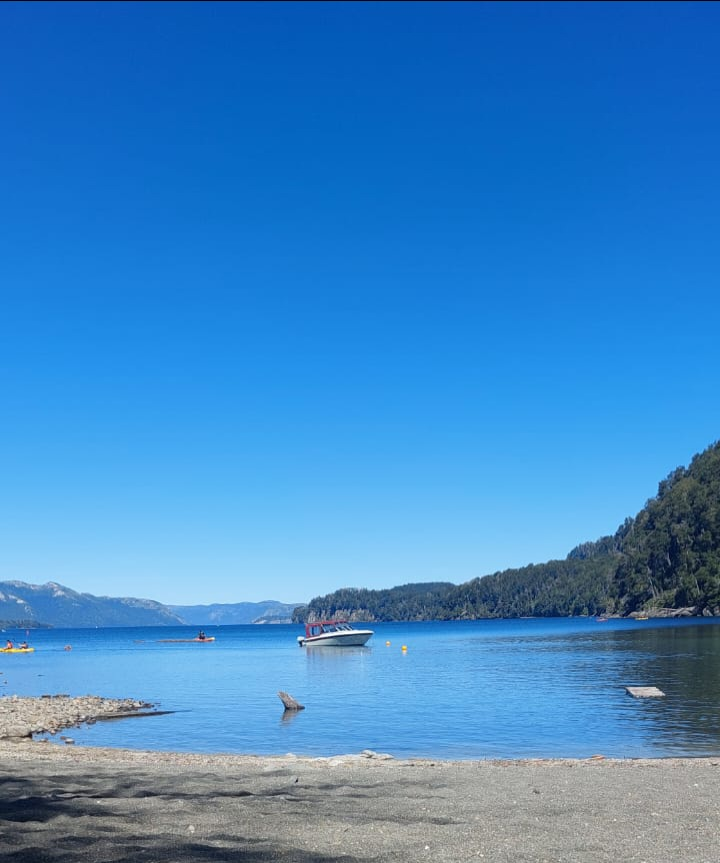
Playa Bahía Mansa, ubicada en Villa La Angostura, Neuquén, Argentina.

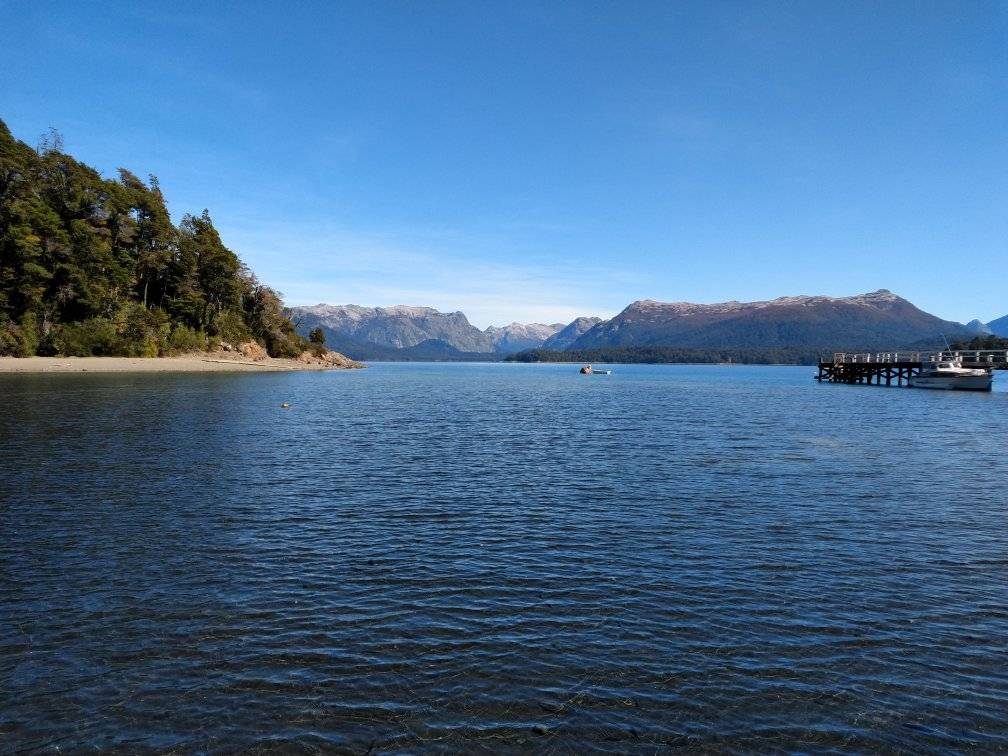
Vista del lago Nahuel Huapi, Villa la Angostura, Provincia del Neuquén, República Argentina

Villa La Angostura es una ciudad de Argentina, ubicada en el departamento Los Lagos, en el sur de la provincia del Neuquén en la Patagonia.
Enclavada en el sector norte del parque nacional Nahuel Huapi, rodeada de lagos, bosques y montañas, es considerada una de las localidades más bonitas de la Patagonia cordillerana, ganándose el apodo de «Jardín de la Patagonia».
A pocos kilómetros se encuentra el paso fronterizo con Chile llamado Cardenal Samoré, y junto a otras localidades cercanas, como San Carlos de Bariloche y San Martín de los Andes, conforman un corredor turístico de gran popularidad tanto en la época estival como en la invernal.

## Toponimia y gentilicio

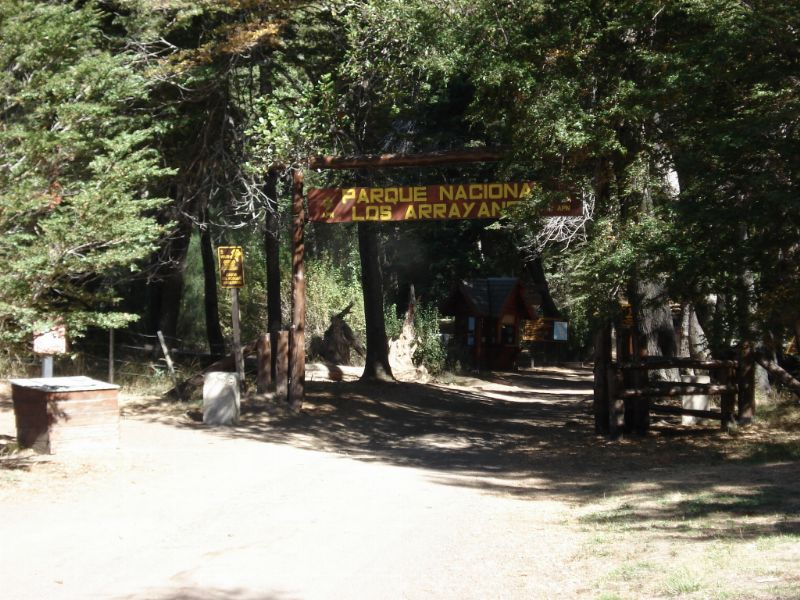
Entrada al parque nacional Los Arrayanes, en el istmo de Quetrihué.

Al momento de la fundación de la localidad se le da el nombre de Nuevo pueblo y futura ciudad industrial Gral. Agustín P. Justo, sin embargo el General Justo declina el ofrecimiento, por lo que se opta por el de Villa La Angostura, que hace referencia al pequeño istmo que comunica la costa con la península de Quetrihué (en mapudungun: donde hay arrayán o lugar de patos), ubicada en la costa norte del lago Nahuel Huapi.
Aunque el gentilicio es angosturense, es más común en el lugar y en las localidades vecinas el uso del término de Villa (o de la Villa). Sin embargo, en otros lugares se suele interpretar que se proviene de un asentamiento precario, por lo que lejos de la región, es más frecuente el uso de la forma de Angostura (o de la Angostura).

## Geografía

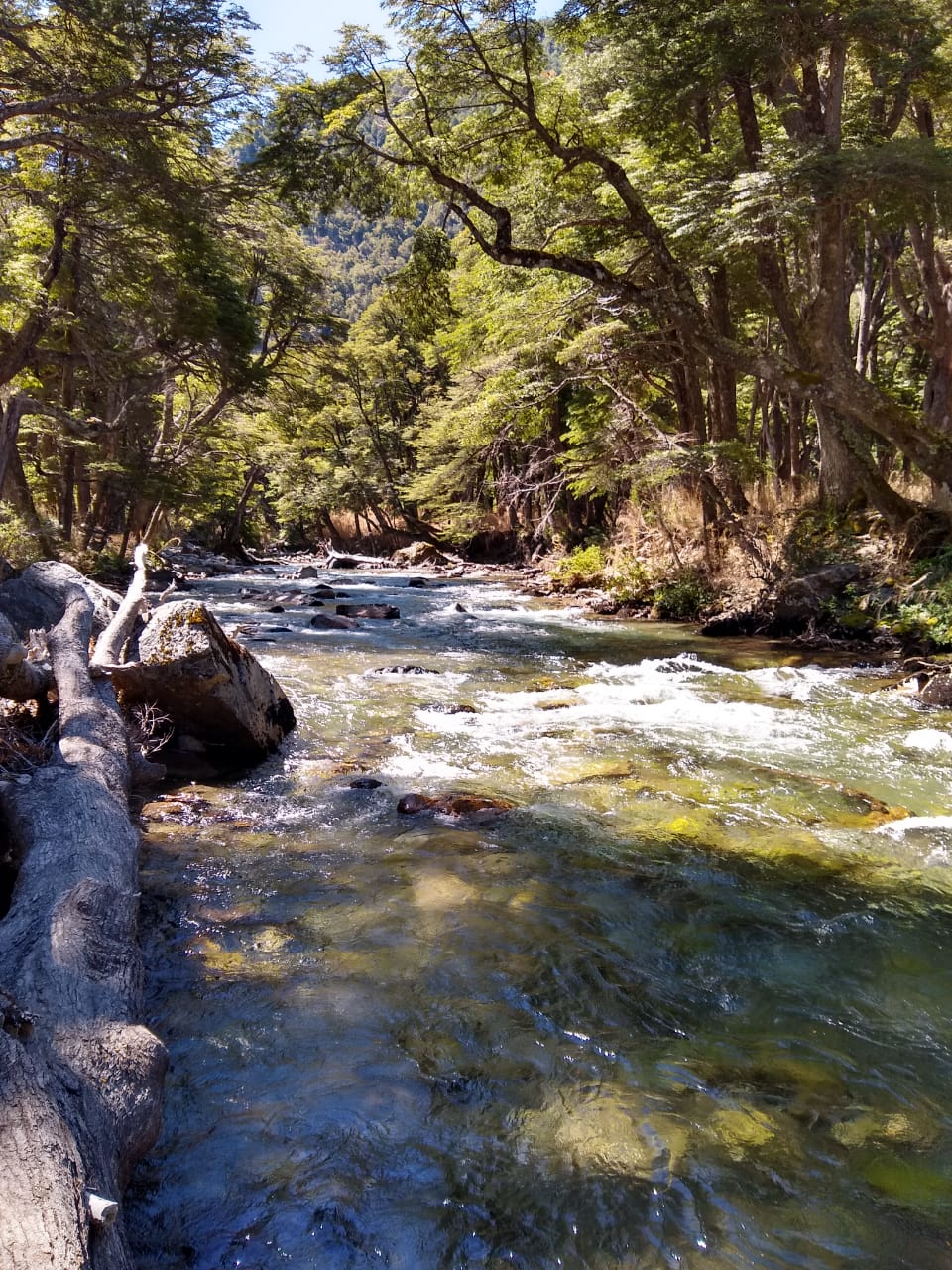
Imagen tomada camino a los 7 lagos en la ciudad de Villa la Angostura

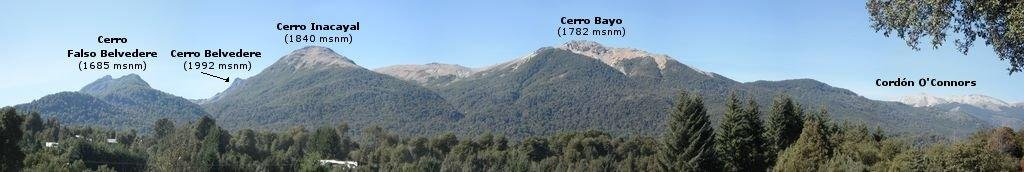
Vista panorámica del cordón de cerros desde barrio Norte.

Villa la Angostura es una ciudad de faldeo relativamente pequeña rodeada de bosque nativo, ubicada a 780 m s. n. m. sobre la margen este de la cordillera de los Andes. Al norte y este limita con los cerros Bayo (1.782 m), Inacayal (1.840 m) y Belvedere (1.992 m), y al sur y oeste con el lago Nahuel Huapi. Es dividida en dos por el arroyo Las piedritas.
El Cruce -denominación del centro comercial-, al igual que otros barrios, se encuentra construido sobre mallines rellenos. El suelo es arenoso y muy escaso de arcillas, que si bien permite un drenaje intenso, su débil capa de humus lo deja expuesto a la erosión.
En la zona denominada el puerto se encuentra el ingreso al parque nacional Los Arrayanes. Un sendero peatonal de 12 km atraviesa toda la península de Quetrihué, y permite llegar por tierra al parque nacional, donde la planta de arrayán crece en forma de árbol y no de arbusto, formando un tupido bosque.
La localidad se encuentra a:
- 42 km del límite con Chile.[5]
- 60 km de Villa Traful.[6]
- 87,6 km de San Carlos de Bariloche.[7]
- 92,2 km de la ciudad de San Martín de los Andes, por el camino de los 7 lagos.[7]
- 479,4 km de Neuquén capital.[7]
- 1614 km de la ciudad de Rosario.[7]
- 1634 km de la ciudad de Buenos Aires.[7]

## Población
Luego de la crisis del 2001, el aporte inmigratorio se ve sustancialmente modificado, registrándose una merma en la inmigración chilena y una mayor participación de argentinos provenientes de grandes ciudades para radicarse en la Cordillera.
Si bien el balance poblacional es positivo y elevado, es notable la gran cantidad de personas que luego de residir tres o cuatro años, regresan a sus lugares de origen o emigran a otras localidades. Otro factor que afecta en gran medida a la sociedad en general es la necesidad de emigración de los jóvenes para continuar sus estudios una vez que terminan la secundaria.
A pesar de poseer una amplia superficie (79,6 km²), su geografía imposibilita una distribución poblacional homogénea. La mayor concentración demográfica se da en el barrio El Mallín. En base al número de habitantes arrojados por el censo 2010, su densidad poblacional es de 138,98 hab./km².
La población se compuso de 5.562 varones y 5.501 mujeres, lo que arrojó un índice de masculinidad del 101.11%. En tanto, las viviendas pasaron de a ser 2.074 a 4.670.
Según el censo 2022 se conoció una población dentro del municipio de 14.246 habitantes y 6.090 viviendas.Además, el censo dio a conocer datos de su composición poblacional (7064 hombres 7182 mujeres), densidad y área urbana.
|                         | 1970  | 1980    | 1991     | 2001     | 2010   | 2022   |
| ----------------------- | ----- | ------- | -------- | -------- | ------ | ------ |
| Población               | 1.114 | 1.759   | 3.500    | 7.526    | 11.063 | 14.246 |
| Crecimiento intercensal | -     | +57,90% | +100,23% | +113,68% | +47%   | -      |
| Densidad (hab./km²)     | 13,99 | 22,09   | 44,24    | 94,55    | 138,98 | -      |

## Clima

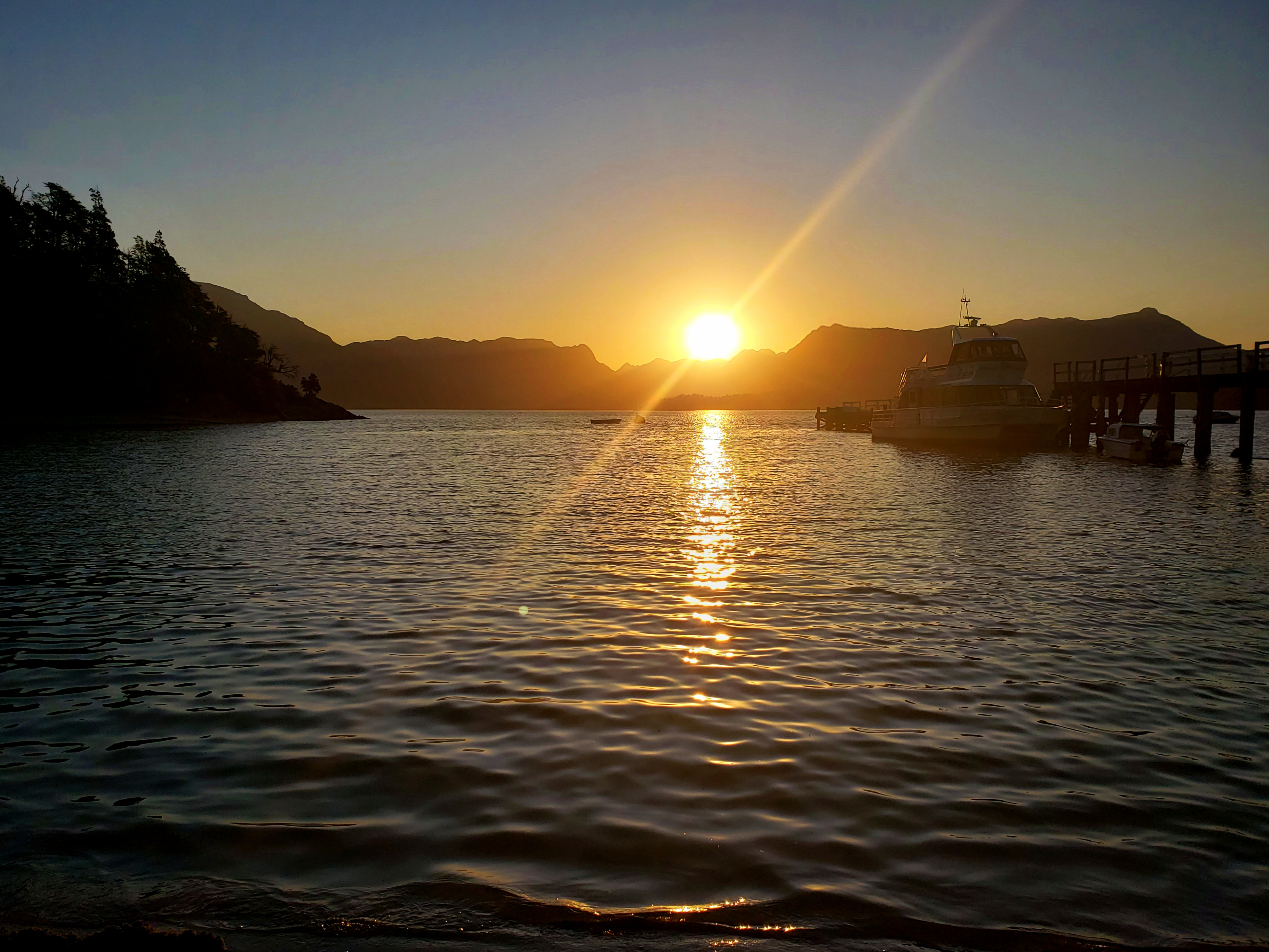
Bahía Brava, Villa La Angostura

Debido al amparo de los cerros y la proximidad de espejos de agua, cuenta con un microclima que se extiende por un área aproximadamente de entre 3 y 4 km, con un importante cambio hacia el oeste, sobre todo en relación con las precipitaciones, que van disminuyendo paulatinamente.
Posee una temperatura media anual de 8 °C, aunque la variación entre la época estival e invernal es notable, con máximas de 30 °C y mínimas de -15 °C, respectivamente. Los veranos son templados y secos. El clima húmedo de la cordillera patagónica genera importantes nevadas en julio, agosto y septiembre.
Las temperaturas típicas estivales son de entre 18 °C y 25 °C, con grandes variaciones de un año a otro: pueden darse períodos de 2-3 semanas con cielo despejado y días cálidos (alcanzando incluso 30 °C), pero también pueden presentarse varios días consecutivos de tiempo ventoso y llovizna, alcanzando a veces tan solo 10 °C de temperatura máxima. Las heladas estivales son frecuentes cuando predomina el viento sur, formándose un poco de escarcha durante la noche, aunque durante la tarde la temperatura llegue a ser agradable.
El otoño suele presentarse lluvioso, sobre todo durante el mes de mayo, cuando llegan las primeras nevadas. En abril, en cambio, puede haber semanas agradables, con alrededor de 20 °C, y otras semanas lluviosas. Las noches son frías cuando el cielo está despejado, produciéndose heladas.
El invierno comienza a fines de mayo y se extiende hasta septiembre. El clima es muy inestable, y se producen precipitaciones la mayor parte de los días. Suelen alternarse depresiones más templadas, con temperaturas que pueden alcanzar entre 8 °C y 10 °C, con otras depresiones frías en las que la temperatura se mantiene cerca del punto de congelación. De esta manera, se producen varias nevadas cada invierno, con acumulaciones variables, aunque suelen ser inferiores a los 20 centímetros en la ciudad. Con clima despejado, las temperaturas nocturnas son más frías, llegándose frecuentemente a -10 °C y rara vez hasta los -18 °C. Durante el invierno pueden producirse días con temperaturas máximas inferiores a 0 °C, aunque la presencia de depresiones provenientes del Pacífico hace que estos episodios sólo duren unos pocos días.
La primavera es extremadamente variable y ventosa, con días en los que se alcanzan 20 °C ya a mediados de octubre, pero también con posibles nevadas y temperaturas que pueden ser inferiores a -5 °C incluso en noviembre.
Las precipitaciones alcanzan un promedio de 2000 mm anuales. Aunque llueve durante todo el año, las más importantes se dan entre el otoño y la primavera.
Recibe de forma constante los vientos húmedos provenientes del anticiclón del Pacífico, del cuadrante noroeste con intensidad suave a regular.
| Parámetros climáticos promedio de Villa La Angostura | Parámetros climáticos promedio de Villa La Angostura | Parámetros climáticos promedio de Villa La Angostura | Parámetros climáticos promedio de Villa La Angostura | Parámetros climáticos promedio de Villa La Angostura | Parámetros climáticos promedio de Villa La Angostura | Parámetros climáticos promedio de Villa La Angostura | Parámetros climáticos promedio de Villa La Angostura | Parámetros climáticos promedio de Villa La Angostura | Parámetros climáticos promedio de Villa La Angostura | Parámetros climáticos promedio de Villa La Angostura | Parámetros climáticos promedio de Villa La Angostura | Parámetros climáticos promedio de Villa La Angostura | Parámetros climáticos promedio de Villa La Angostura |
| Mes                                                  | Ene.                                                 | Feb.                                                 | Mar.                                                 | Abr.                                                 | May.                                                 | Jun.                                                 | Jul.                                                 | Ago.                                                 | Sep.                                                 | Oct.                                                 | Nov.                                                 | Dic.                                                 | Anual                                                |
| ---------------------------------------------------- | ---------------------------------------------------- | ---------------------------------------------------- | ---------------------------------------------------- | ---------------------------------------------------- | ---------------------------------------------------- | ---------------------------------------------------- | ---------------------------------------------------- | ---------------------------------------------------- | ---------------------------------------------------- | ---------------------------------------------------- | ---------------------------------------------------- | ---------------------------------------------------- | ---------------------------------------------------- |
| Temp. máx. media (°C)                                | 22.3                                                 | 21.4                                                 | 19.0                                                 | 13.9                                                 | 8.9                                                  | 5.9                                                  | 6.4                                                  | 8.2                                                  | 11.1                                                 | 15.0                                                 | 18.2                                                 | 22.2                                                 | 14.4                                                 |
| Temp. mín. media (°C)                                | 5.9                                                  | 4.6                                                  | 3.6                                                  | 2.4                                                  | 1.3                                                  | -0.8                                                 | -1.2                                                 | -1.1                                                 | -0.4                                                 | 1.1                                                  | 2.5                                                  | 5.0                                                  | 1.9                                                  |
| Precipitación total (mm)                             | 81.7                                                 | 82.3                                                 | 80.0                                                 | 168.0                                                | 434.0                                                | 297.0                                                | 263.0                                                | 213.0                                                | 172.0                                                | 121.0                                                | 91.1                                                 | 81.1                                                 | 2084.2                                               |
| Fuente: Temperatura y precipitaciones (1980-1986)    |                                                      |                                                      |                                                      |                                                      |                                                      |                                                      |                                                      |                                                      |                                                      |                                                      |                                                      |                                                      |                                                      |

### Laguna Calafate
Rodeada de los barrios Mallín, Margaritas, Peumayén y Calafate se encuentra la laguna Calafate. Sus costas están prácticamente cubiertas de juncos. El equilibrio ecológico inicial se ha visto quebrantado por los efluentes vecinales que sin ningún tipo de tratamiento previo llegan a la laguna, determinando un aumento en la disponibilidad de materia orgánica, provocando en consecuencia su eutrofización.

## Flora y fauna

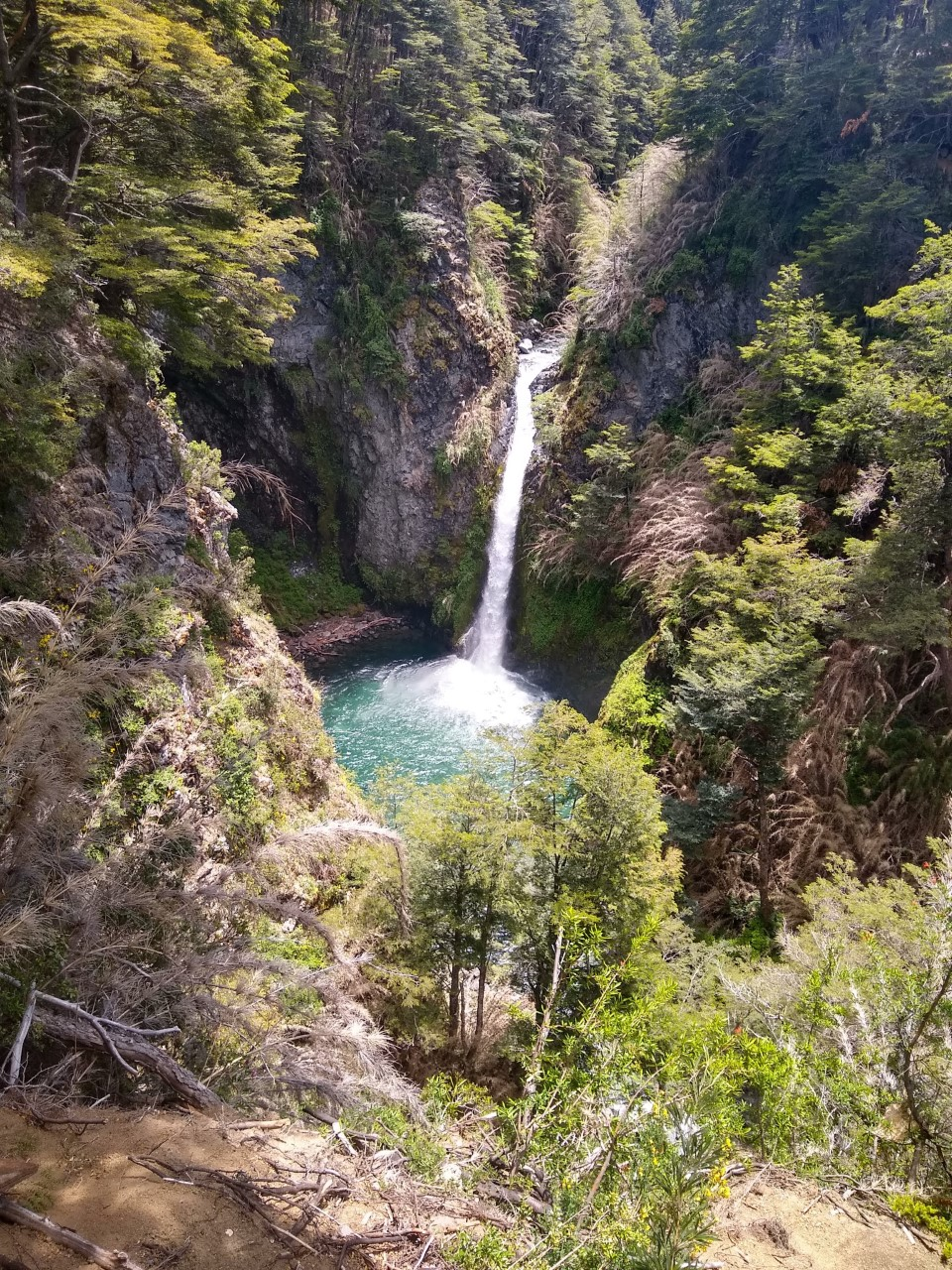
La foto fue tomada en el mes de diciembre de 2019 en Villa la Angostura en la cascada del Río Bonito

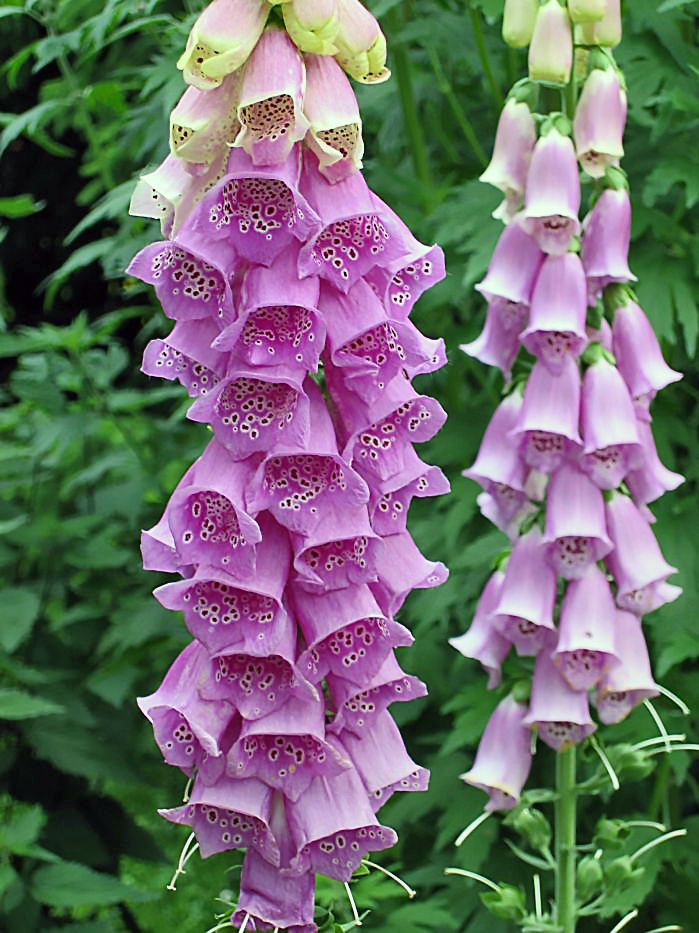
Digitalis purpurea en flor.

Villa La Angostura se encuentra ubicada en la zona centro-norte de la región fitogeográfica del bosque andino patagónico, dentro de la provincia subantártica. Situada en las primeras estribaciones de la cordillera de los Andes, está rodeada de densos bosques de muy variadas especies herbáceas, arbustivas y arbóreas; de estas se destacan las del género Nothofagus.

### Flora
El distrito geográfico del Bosque Andino Patagónico ocupa una estrecha franja con un ancho máximo de 100 km ubicada como cuña entre la Cordillera de los Andes y la Estepa Patagónica, con una pequeña área, al norte, lindera con el distrito del Monte. Esta faja se extiende desde el Norte de la Provincia del Neuquén e incluye las de Río Negro, Chubut, Santa Cruz y Tierra del Fuego.
Por sus características particulares de suelo y clima tan disímiles con las unidades que la rodean, el Bosque Andino Patagónico ha desarrollado una vegetación exclusiva que la caracteriza, y que no guarda relación con ningún otro distrito fitogeográfico, excepto con otra faja ubicada en similares latitudes en el sur de la República de Chile, con la que comparte especies de flora y fauna.
En efecto, el Bosque Andino Patagónico es considerado un apéndice que forma parte de una unidad mayor denominada Selva Valdiviana.
Si bien ambas formaciones se caracterizan por una predominancia absoluta de especies del género Nothofagus sp. (Hayas del Sur), en Chile gracias a mejores condiciones de suelo y fundamentalmente por un clima más benigno, la vegetación alcanza su expresión máxima, con una mayor diversidad florística, mayor crecimiento de ejemplares y un gran desarrollo de sotobosque que la constituyen en una verdadera selva de clima frío.
Por el contrario, en el Bosque Andino Patagónico es menor la cantidad de especies y menor el desarrollo de bosque y sotobosque, excepto en áreas puntuales cercanas a los pasos fronterizos de media altura donde la Selva Valdiviana logra ingresar aprovechando quiebres en la cordillera. En cuanto a su origen común, el género Nothofagus sp., si bien es el predominante en ambos distritos y constituye el 90% de su masa vegetal, no es endémico de la región ya que otras especies distintas pueden encontrarse en los bosques de Australia, Nueva Zelanda y Tasmania, lo que permite inferir que las actuales especies de América y Oceanía han evolucionado por separado y bajo distintas condiciones pero a partir de antecesores comunes fósiles ya desaparecidos y preexistentes a la separación de los continentes. Producida la fractura de continentes es lo más probable que el Bosque Andino Patagónico y la Selva Valdiviana hayan conformado un distrito único, de similares características, hasta la aparición de los fenómenos orogénicos que formaron la Cordillera de los Andes. El Bosque Andino Patagónico actual es el resultado de estos procesos y está conformado por las especies de ese bosque original que pudieron adaptarse a condiciones climáticas rigurosas y variables, habiendo perdido muchas especies más exigentes que hoy siguen prosperando en la Selva Valdiviana.
Como unidad paisajística, la naturaleza le ha dado al sur cordillerano una combinación de bosques, cerros, lagos y ríos de montaña que le confieren una belleza única, apacible y hasta ahora natural, que le ha valido fama internacional en la actividad turística.
En el área bajo estudio se pueden encontrar los siguientes ámbitos o unidades ambientales:
Alto andino (AA): (pedreros, prados y mallines de altura, + de 1600 m s. n. m.) Si bien no pertenece al Bosque Andino Patagónico, ni tampoco al ejido urbano de Villa La Angostura, se la incluye por ser parte fundamental en el paisaje de la localidad. Está conformado por los pedreros, prados y mallines de altura en la parte más alta de los cerros de cordillera y precordillera. La vegetación está adaptada a condiciones rigurosas de frío, viento y nieve, predominando las gramíneas, ciperáceas y musgos y en las máximas alturas sólo líquenes adheridos a las rocas. Tradicionalmente este ámbito es utilizado para la práctica pastoril de la veranada que aprovecha el gran crecimiento de pastos en una corta temporada (diciembre/ abril) para el engorde de ganado. La fauna herbívora autóctona e introducida (huemul y ciervo colorado) tiene el mismo comportamiento.
Bosque Andino Patagónico (BAP): es el distrito fitogeográfico que abarca a todo el ejido urbano y se constituye por diferentes componentes del mismo:
- Bosque Caducifolio (BC): (bosques de altura de 1200 a 1600 m s. n. m.) localizado en una franja sobre el faldeo de los cerros y constituido por el bosque de lenga, especie muy adaptada a condiciones de frío y nieve. Por ser un árbol de hojas caducas en otoño brinda un espectáculo de colorido en forma de una faja rojiza que contrasta con el resto de la vegetación. El sotobosque es de escaso desarrollo y predomina la caña colihue de bajo porte.
- Bosque Perenne (BP): (bosque andino de 800 a 1200 m s. n. m.) ámbito de mayor abundancia en la región y que presenta una predominancia absoluta de coihue asociado casi siempre con ciprés y en menor grado con ñire, radal y maitén. El sotobosque es de regular desarrollo, con algunas especies arbóreas que en la zona presentan crecimiento arbustivo o como pequeños árboles. Hay numerosos arbustos, entre los que se destaca la caña colihue y los típicos michay y calafate, un gran número de herbáceas y algunas enredaderas y hemiparásitas. Este ámbito sirve además de sustento a numerosas especies de hongos, musgos y líquenes.
- Perilago (P): constituido por las costas de lagos, cursos de ríos y arroyos. Algunas especies son características y exclusivas de este ámbito, como el arrayán, el chilco y el taique, aunque están presentes la mayoría de los árboles del bosque perenne y numerosas especies de arbustos y herbáceas.
- Mallines y Prados (MP): (mallines bajos y prados, menos de 800 m s. n. m.) se trata de mallines bajos y prados de escasa extensión denominados localmente pampas. La vegetación predominante es arbustiva y herbácea, con numerosas especies exóticas invasoras. Si bien no existe un estrato arbóreo, en los prados se encuentran ejemplares aislados de ñire, maitén, radal y notro y en los mallines grupos más o menos compactos de ñires de escaso desarrollo.
- Jardines (J): (parques, jardines y arbolado) dado el desarrollo urbano de la localidad, muchas áreas han sido modificadas con fines paisajísticos y en ellas se pueden encontrar numerosas especies exóticas que se adaptan al suelo y clima local.

Por último, es importante hacer una mención a las especies exóticas introducidas por el ser humano, en particular aquellas que han logrado naturalizarse o asilvestrarse. O sea, plantas que fueron traídas a la zona como curiosidad, muchas veces con un fin paisajístico, y que al encontrar condiciones favorables logran reproducirse y propagarse por sí mismas. Algunas de estas especies han logrado modificar el paisaje de una buena parte del área local.
Como particularmente negativas para el ecosistema local se destacan el pino Oregón o abeto Douglas y la rosa mosqueta. Ambas especies se comportan como invasoras y cuando logran establecerse son muy hábiles competidoras y llegan a desplazar a la flora autóctona, formando comunidades casi puras.
En otro orden de importancia se ubican especies que se han instalado en convivencia con la flora local, incluso algunas haciendo un aporte paisajístico, como el caso del enebro, digital, margarita, ochillea, retama y en forma destacada el lupino o chocho. Un caso beneficioso se considera la introducción del trébol blanco, especie que ha logrado una difusión generalizada en un medio particularmente pobre en leguminosas, dado el aporte de nitrógeno y materia orgánica que estas plantas hacen al suelo.
- Autóctonas: arrayán del Sur, ciprés, coihue, lenga, ñire, caña colihue, amancay, notro, digitalis, radal, digitalis, fotinias, fucsias, mutisias.
- Exóticas: lupinos, retamas, pinos.

### Fauna
Como se indicara en el título correspondiente a Flora, en Villa La Angostura se localizan dos distritos fitogeográficos con numerosas especies vegetales que los caracterizan. Esta vegetación es la que permite la existencia de especies animales, ya sea porque sirven de alimentación, lugar de refugio y procreación, modificación de los factores del clima y suelo, y en general por conformar un hábitat en el cual cada especie encuentra un lugar dentro de la cadena alimentaria. El distrito Alto Andino Austral, por sus características climáticas rigurosas (nevadas frecuentes, sin períodos libres de heladas y escasa vegetación), es particularmente pobre en fauna. Si bien en verano sirve de morada o es visitada por varias especies de zonas más bajas, cuenta con escasos habitantes permanentes, como el cóndor, el chinchillón, y, en menor grado, ejemplares o parejas aisladas de pumas, que lo utilizan como refugio pero que se alimentan en un territorio más amplio. Por el contrario, la unidad ambiental Bosque Andino Patagónico presenta condiciones mucho más favorables para la vida animal (agua y vegetación permanente, suelos ricos, nevadas aisladas y heladas amortiguadas por la humedad) y en él se desarrolla la mayor parte de la fauna de la localidad. A continuación se describen algunas de sus características particulares. Al final se citan unas 100 especies entre aves, mamíferos, reptiles y peces, todas las cuales han sido efectivamente determinadas y observadas.
Fauna Endémica: un 30 % del total de las especies animales es endémica de los bosques andino-patagónicos, o sea que es exclusiva del mismo y no se la encuentra en otros ámbitos, lo que indica su adaptación, alto grado de dependencia de este medio, y la posibilidad de que hayan evolucionado junto a los cambios geomorfológicos de la región, dado que la unidad ambiental correspondiente al Bosque Andino Patagónico presenta características particulares y muy disímiles con los ambientes que la rodean (Estepa Patagónica y Provincia del Monte).
Se destacan entre las aves la paloma araucana, con una población reducida en recuperación, luego de que se la creyera extinguida, la cachaña, correspondiente a la especie más austral de la familia de los loros, y tres especies de pájaros carpinteros. Entre los mamíferos se encuentra el monito o perrito de monte, la única especie viviente de una familia de marsupiales emparentada con comadrejas y canguros. Especies en peligro de extinción son el huillín, bullín o lobito de río y el gato guiña, y especies extinguidas en la localidad son los cérvidos huemul y pudú-pudú, de las que aún subsisten pequeñas poblaciones en peligro en otras zonas del Bosque Andino Patagónico.
Fauna Migratoria: Un 40 % de la avifauna tiene costumbres migratorias de alguno de los siguientes tipos:
- Migración Norte/Sur: no se registra en la localidad ninguna especie que realiza migración entre los hemisferios Norte y Sur, a pesar de que se citan algunas en otras áreas cercanas.
- Migración Continental: la mayoría de las especies migratorias observadas en la localidad tienen por costumbre criar durante el verano en la región, y pasar el invierno más al norte en zonas más cálidas del hemisferio Sur. Casos típicos son los teros, bandurrias y avutardas.
- Migración Interna: algunas aves realizan migraciones internas dentro de la región, relacionadas con las estaciones climáticas. Entre otras la cotorra cachaña, que durante el verano cría en los pedreros de la cordillera, o el cabecita negra, que lo hace en el bosque de lenga en lo alto de los faldeos. El invierno lo pasan en la parte baja de la localidad.
- Visitantes ocasionales: algunas especies tienen una permanencia irregular en la localidad, como el caso de la garza blanca y cisne de cuello negro, cuya visita no es segura todos los años. Un caso particular lo constituye la garcita bueyera, que algunos años durante el otoño visita la localidad durante algunos días en grandes bandadas, provenientes de otras regiones y aparentemente tomándose un descanso en su migración hacia el Norte.

Fauna Introducida o Exótica: desde principios del siglo XX numerosas especies exóticas se han instalado en la región, algunas introducidas directamente en la localidad, como el caso de los salmónidos, y otras por haber ampliado su área de difusión, como ocurrió con el ciervo, jabalí o liebre. Todas estas especies se han instalado en nichos ecológicos que ya eran ocupados por la fauna local y han competido por el hábitat y alimento con las autóctonas con gran éxito en su proceso de adaptación en desmedro de estas.
- Mamíferos: además del ganado doméstico (cada vez menos numeroso) entre las especies silvestres se destacan el ciervo colorado, jabalí, liebre europea, rata noruega y ratón doméstico. No se registra la presencia de visones.
- Aves: en el casco urbano se pueden encontrar palomas domésticas y gorriones en pequeñas colonias, lo que indica que no estarían adaptados al clima de la localidad. No se registra la presencia de codorniz californiana.
- Peces: varios salmónidos introducidos desde Europa y América del Norte han encontrado en la zona un hábitat muy favorable, desarrollando una población que por número y tamaño de ejemplares ha ganado fama a nivel mundial en la pesca deportiva. Las especies más difundidas en la localidad son la trucha arco iris y marrón, y en menor grado fontinalis. Hace muchos años que no se registra la captura de salmón. Otra especie de menor importancia y difusión es el pejerrey bonaerense.

- Fauna extinguida: algunas especies típicas de la fauna andino-patagónica se hallan extinguidas en la localidad pero subsisten en otras áreas de Parques Nacionales. Las más importantes son los dos cérvidos endémicos de la región: el huemul, que, además de haber sido objeto de cacería en el pasado, ha sufrido la competencia del ganado vacuno, y el ciervo colorado, con los que compartía el mismo hábitat.

En el caso del pudú, su desaparición se supone debida a la presencia humana y de perros domésticos.
- Aves: aguilucho, bandurria, cauquén común, cauquén real, cauquén colorado, chimango, chucao, comecebo, cóndor andino, huala, martín pescador, pájaro carpintero gigante, siete colores.
- Mamíferos: huillín, mara patagónica, liebre, pudú, monito de monte, gato colorado, huemul, ciervo colorado (originario de Austria-Hungría, ingresado al país en 1906, y que alcanzó una gran propagación en la zona).

### Selva triste
Dentro del tejido urbano, sobre el Bv. Quetrihué, se encuentra la Reserva Municipal Laguna Verde. En 1984, mientras se realizaban estudios de la fauna ictícola de la laguna, se advirtió que el espejo de agua estaba rodeado por un bosque de singulares características, destacándose su flora y otras especies difíciles de encontrar en la región. Con la sanción de la Ordenanza nº229/85 se crea la Reserva.
Esta reserva, ubicada a 810 m s. n. m., posee 9 ha y se puede recorrer a través de un sendero que circunvala la laguna. Su profundidad máxima es de 5,5 m y su alimentación se produce por aporte subterráneo y por precipitaciones. Posee un pequeño arroyuelo que surge del vértice norte de la laguna y desagua en el lago Nahuel Huapi.
El bosque posee 52 especies de flora nativa del Bosque Andino Patagónico (aproximadamente el 60% de toda la región) y 7 especies exóticas. Es común encontrar musgos y líquenes cubriendo los tallos de los árboles. También se encuentran plantas creciendo sobre los troncos, y sobre estos se depositan partículas que poco a poco forman un pequeño ambiente apto para que germinen las semillas arrastradas por el viento.
Junto a un ciprés creció un arrayán envolviéndolo con sus ramas, y por esto fue apodado el Arrayán del amor. Muerto el ciprés, este permaneció de pie.

## Historia

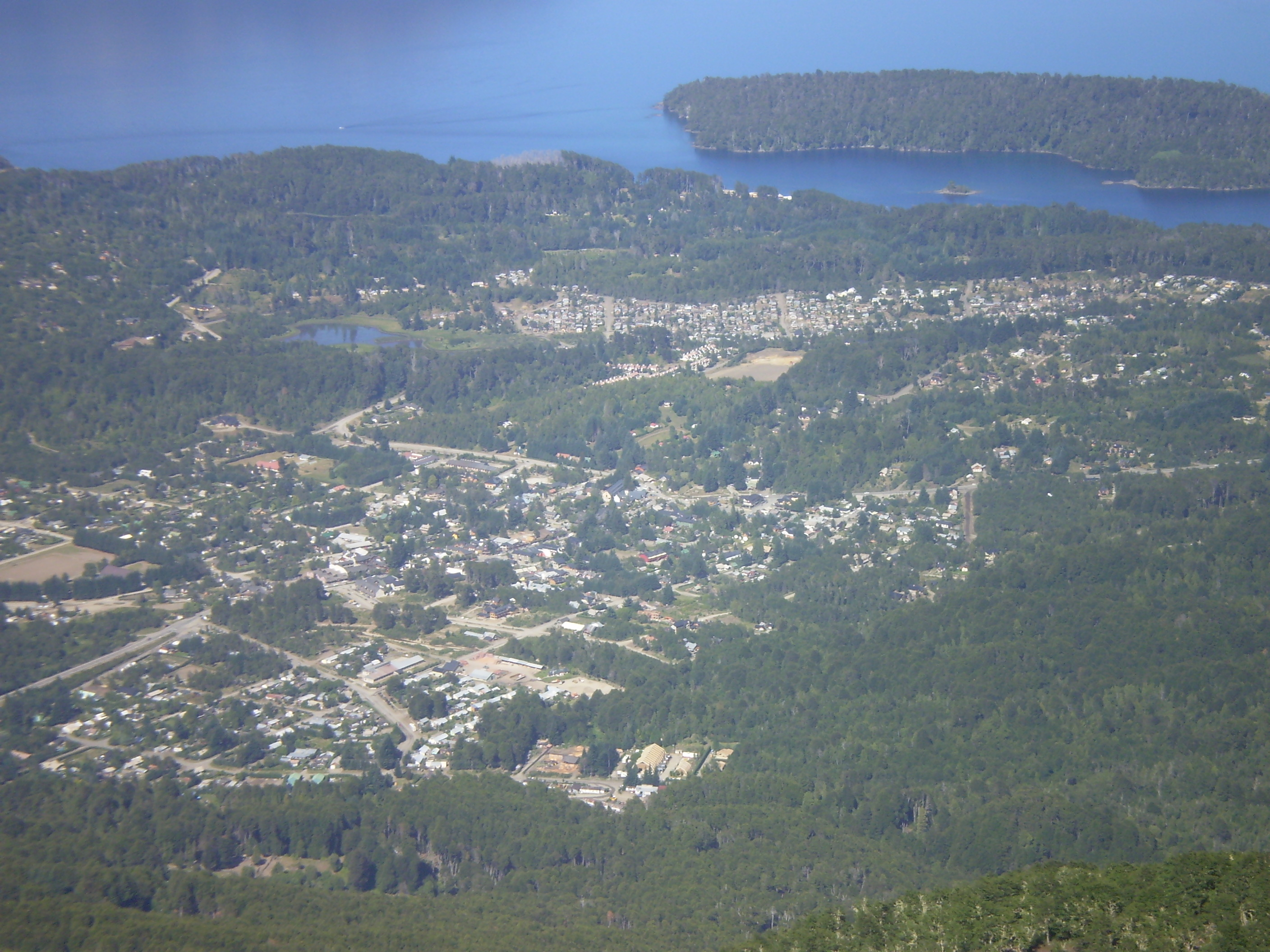
Vista de la localidad desde la cumbre del cerro Bayo.

La historia de la zona, antes de la llegada de los colonos europeos, resulta de difícil conocimiento debido a que los primeros habitantes no poseían poblaciones estables y la tradición e historia era realizada oralmente.
De forma eventual, pueblos de la parcialidad mapuche, huilliches, puelches y poyas utilizaban la zona para cacería y realizaban desplazamientos vía lacustre en embarcaciones de troncos ahuecados. Vivieron de forma seminómada en la región que rodea al lago Nahuel Huapi, en especial en la zona sur y este. A partir de 1750, cuando se inicia la araucanización, se produce la fusión con el pueblo mapuche, que finalmente termina absorbiendo su cultura.
El general Conrado Villegas llega a zona en 1881 y expulsa hacia el sur a las tolderías de Modesto Inacayal que invernaban en las nacientes del río Limay. Este cacique prestigioso participaba de un parlamento con Sayhueque y fue con él que huyó hacia el Chubut, donde resistieron más de tres años la persecución militar argentina. Inacayal se entrega junto con los demás caciques, lanceros y su "chusma" en 1884 en fuerte Junín de los Andes. Luego de varios traslados es "rescatado" de la prisión militar de El Retiro por el perito Francisco Moreno, quien le estaba agradecido por su hospitalidad en ocasión de los viajes que anteriormente, explorando, había efectuado por la zona. Terminó sus días como portero en el Museo de La Plata, que Moreno dirigía.
Luego que el gobierno argentino tomara posesión de la zona del Nahuel Huapi, comienzan a instalarse los primeros colonos, con un gran aporte de chilenos y europeos, quienes han tenido una gran influencia en diversos aspectos, tales como la arquitectura, las comidas y las costumbres.
El medio de vida de estos pioneros era la agricultura y la ganadería en pequeña escala. Para comunicarse y abastecerse debían realizar largos viajes a caballo a Chile, por el paso de Puyehue, o a Bariloche, siguiendo la huella que bordeaba el Nahuel Huapi.
La zona se definió como argentina en 1902 y para fomentar el asentamiento de pobladores y afianzar la soberanía nacional, el Superior Gobierno de la Nación decretó la creación de la Colonia Pastoril Nahuel Huapi.
Federico Baratta fue el primer colono que se radicó legalmente en el paraje Correntoso en 1903, e invitó a su amigo Primo Capraro a visitar la región y a asociarse en la compra del Lote Pastoril N.º 8. Capraro, proveniente de la zona de las Dolomitas (ciudad de Belluno), en Italia, llega a la región el 4 de abril de 1903. Montó un aserradero y estableció una línea de navegación por el lago Nahuel Huapi y, veinte años después, construyó junto a la boca del Río Correntoso el primer hotel. El 23 de agosto de 1903 arriban José Luis y Manuel Barbagelata, incentivados por la distribución de tierras en la zona.
Alrededor de 1920, y por el lapso de algunos años, dos suizos instalan un almacén de ramos generales en la zona de Puerto Manzano.
En abril de 1928 visitó la zona el entonces Ministro de Guerra, General Agustín P. Justo, quien, haciéndose eco de las necesidades de los habitantes de la zona, elevó un informe al Poder Ejecutivo Nacional, y obtuvo la tan ansiada línea telegráfica Bariloche - Puerto Blest y asentó la necesidad de dotar al paraje denominado "Correntoso" (como se lo conocía en esos días) de una línea telegráfica inalámbrica, para mitigar el aislamiento que sufrían los habitantes de la comarca.
El 12 de enero de 1932, a instancias de un grupo de vecinos de la zona, el Superior Gobierno Provincial decretó la creación de una Oficina Radiotelegráfica en ese paraje, supeditando su funcionamiento a que los aparatos, la casa y las instalaciones fueran costeadas por los habitantes del lugar. Mediante el aporte de la Dirección General de Correos, y los vecinos Primo Caprano, Antonio M. Lynch (hijo), Exequiel Bustillo, Manuel Uribelarrea y Carlos Pacheco Santamarina, la oficina quedó finalizada e inaugurada cuatro meses más tarde.

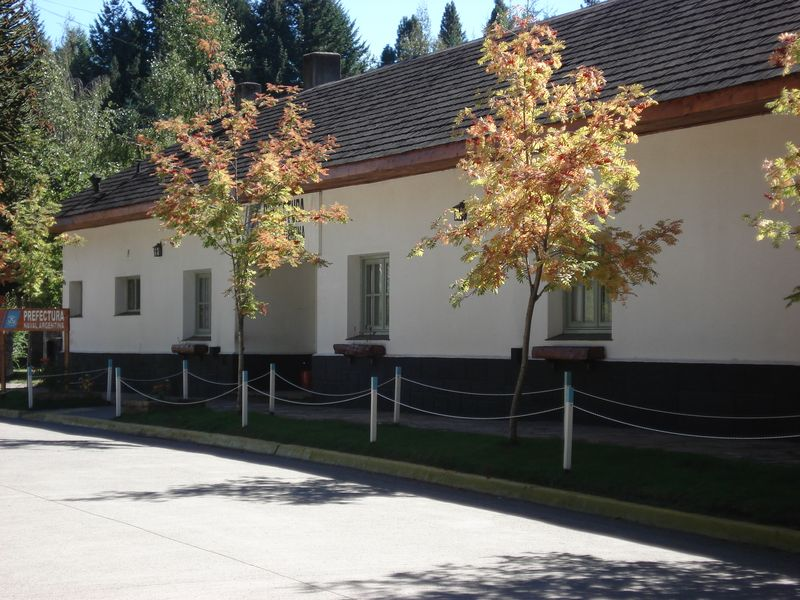
Ex edificio de Correos y Telégrafos en la zona de el puerto.

Usando como referencia la inauguración de la primera estación telegráfica en la zona, dependiente de la Dirección Nacional de Correos y Telégrafos de la Nación, se funda oficialmente la localidad un domingo 15 de mayo de 1932 en la zona que se conoce como el puerto. En este acto, Primo Capraro bautiza al pueblo como Nuevo pueblo y futura ciudad industrial Gral. Agustín P. Justo. Posteriormente, el general Justo, al ser informado de tal denominación, agradeció el honor pero declinó que se llamara con su nombre al nuevo pueblo y a la Estación Radiotelegráfica allí inaugurada, quedando ésta con el nombre de "Correntoso" y el pueblo con su actual nombre de "Villa La Angostura"
Posteriormente, la Universidad Nacional de Buenos Aires (UBA) estableció en Villa La Angostura uno de sus principales centros vacacionales, el cual lleva el nombre de Inacayal en homenaje al cacique Tehuelche.
El 4 de octubre de 1932, angustiado por su situación económica, producto en parte de la gran depresión mundial y por la importante deuda que superaba los m$n 80.000 que el Ferrocarril del Estado mantenía con él, Primo Capraro se suicida en su casa de San Carlos de Bariloche.
La creación del parque nacional Nahuel Huapi en 1934 deja la localidad en su interior. Ese mismo año, los hermanos Meier, José Diem y Otto Meiling construyeron un refugio en el cerro Dormilón, con la idea de fomentar la práctica del esquí de travesía.
En 1936 se comienza la construcción de la capilla Nuestra Señora Virgen de la Asunción, obra del Arquitecto Alejandro Bustillo y que se inaugura en 11 de noviembre de 1938.
El 24 de junio de 1938 comienza sus actividades el almacén de ramos generales La Flecha. y el 25 de julio de 1940 el Pichi-Huinca, primer restaurante que se estableció en el poblado. Finalizando el año 1939, un 14 de noviembre, se fundó el Club Atlético, Deportivo y Social Villa La Angostura, siendo su primer Presidente José Luis Barbagelata.
En el año 1941 y mediante Decreto del Poder Ejecutivo Nacional, se aprobó la subdivisión de 405 hectáreas de la Reserva Fiscal y la delineación del pueblo "Villa La Angostura". Tiempo después, también mediante un decreto del Poder Ejecutivo Nacional, se trasladó la Capital del Departamento Los Lagos de la Gobernación del Neuquén, desde el paraje Nahuel Huapi a Villa La Angostura.
Años después se realizó el primer loteo en el paraje denominado El Cruce, ubicado precisamente en el cruce de la Ruta Nacional Complementaria "f" con el camino vecinal de "La Villa", y a tres kilómetros de esta. Por diversas razones urbanísticas y sociales, la zona de "El Cruce" fue creciendo hasta convertirse en el centro administrativo y comercial, quedando "La Villa" como una zona residencial y portuaria.
Alejandro Bustillo construye la residencia de El Messidor en 1942, y el 10 de febrero de 1943 se instala de forma permanente una sección de Gendarmería.
El 27 de diciembre de 1945 la Gobernación del Territorio del Neuquén crea mediante la Resolución N.º 1.848 la primera Comisión de Fomento. El 16 de enero de 1946 se reúne por primera vez y se procede a la designación de cargos. Resultan electos como presidente Francisco Pancho Capraro, vicepresidente Héctor Pérez, secretario Enrique Luis Barbagelata y tesorero José Luis Barbagelata. En 1948 se fijan sus límites y jurisdicción en 7.960 hectáreas aproximadamente.
En 1956 comienza la construcción de la ruta que atraviesa el paso Puyehue, la que se prolongó durante diez años. La localidad comienza a crecer y el 4 de noviembre de 1958, mediante la promulgación de la Ley N.º 44/58, la Legislatura de la Provincia del Neuquén declara a la localidad Municipio de 3ª categoría; a finales de los años '60, se construye el hospital zonal "Dr. Oscar Arraiz".
El 10 de abril de 1967 se crea la Parroquia y se hace cargo de ella el padre José Francisco Bedmar.
El 18 de junio de 1974 se funda el Club Andino de Villa La Angostura (C.A.V.L.A.).
El 23 de noviembre de 1982, mediante la Ley N.º 1.395/82, la Legislatura de la Provincia del Neuquén declara a la localidad Municipio de 2.º categoría.
A mediados de la década del '90, la localidad comienza a experimentar una gran explosión demográfica por el atractivo paisaje, estilo de vida y auge económico de la región. Es a partir de esta época que Villa La Angostura comienza a percibir los típicos problemas de un crecimiento brusco y desordenado, dejando de ser poco a poco una pequeña aldea de montaña.
Durante el 2003, Villa La Angostura se convierte en Municipio de 1.º categoría.
Con el fin de redactar la Carta Orgánica de la localidad, el 9 de septiembre de 2008 se realiza una votación para elegir 12 Convencionales. Con 7.132 electores habilitados para votar, solo concurrieron el 57% del total.
El 4 de junio de 2011 se produce la erupción del complejo volcánico Puyehue-Cordón Caulle, distante a aproximadamente 40 km de la localidad en el vecino país de Chile, cubriendo en pocas horas la localidad de arena y ceniza volcánica. Luego de varios días de precipitación de material se llegó a acumular hasta 40 cm en diversas zonas del lugar. Hubo que evacuar a una parte de la población por riesgo de aludes. Según confirmación de la ONU, fue la localidad más afectada por la erupción de Chile y Argentina, acumulando más de 300 millones de pesos argentinos (50 millones de dólares aproximadamente) en pérdidas materiales y por el cese de la actividad turística.

## Economía

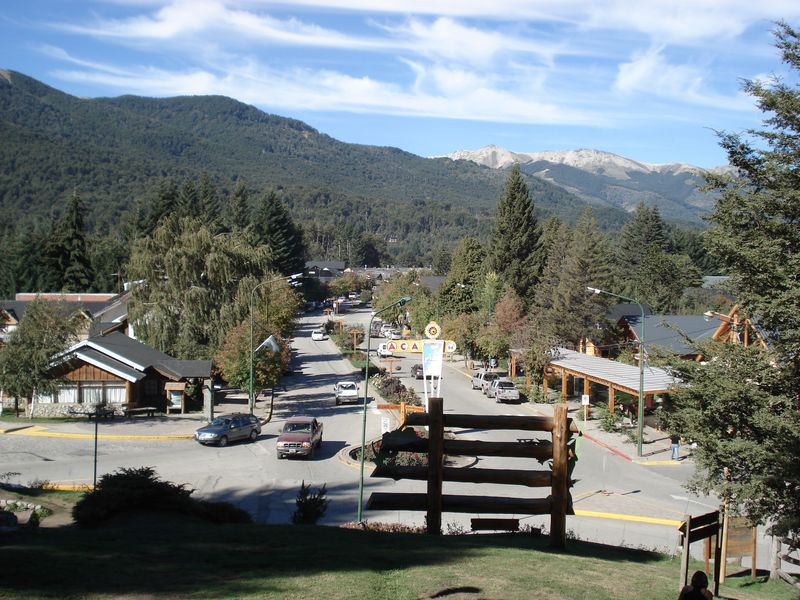
Centro de Villa La Angostura visto desde la plaza San Martín.

Los principales motores de la economía son la industria del turismo, el empleo público y la construcción. A mediados de los años noventa comenzó a crecer la actividad turística masivamente, lo que provocó que otros sectores de la economía, como el comercio y la actividad inmobiliaria, se vieran beneficiados. La industria de la construcción está íntimamente ligada con la actividad inmobiliaria y el turismo, y depende de los vaivenes económicos que estas últimas tengan.
Históricamente, la actividad maderera llegó a ocupar un lugar destacado de la economía, pero la localidad, al estar inserta dentro de un parque nacional, ve muy limitadas sus posibilidades de forestación.
Durante las temporadas de verano e invierno, son los momentos de mayor actividad económica. El lugar prácticamente se transforma, y al finalizar las temporadas recobra su habitual tranquilidad.
Las variaciones climáticas son un factor muy importante, debido a que las condiciones que se presenten pueden afectar severamente los sectores relacionados con el turismo.
La devaluación generada a partir de la crisis del 2001 produjo la atención de grandes inversiones, las que fundamentalmente se concentraron en la adquisición de tierras, construcción de cabañas y hoteles, y locales comerciales.
| 1996   | 1997    | 1998    | 1999    | 2000    | 2001    | 2002    | 2003    | 2004    | 2005    |
| ------ | ------- | ------- | ------- | ------- | ------- | ------- | ------- | ------- | ------- |
| 31.360 | 30.980  | 41.535  | 46.142  | 51.832  | 54.738  | 67.553  | 69.772  | 64.159  | 70.881  |
| -      | - 1,21% | +34,07% | +11,09% | +12,33% | + 5,61% | +23,41% | + 3,28% | - 8,04% | +10,48% |

## Educación
Con respecto a la educación universitaria la ciudad cuenta con la presencia del Instituto Superior de Formación Docente N.º 15 como única opción de educación superior presencial, y de la Universidad Empresarial Siglo 21 con sus carreras a distancia.

## Arquitectura
Además de las bellezas naturales del lugar, otro punto característico es su arquitectura. Bajo un estilo alpino, en la localidad rige un conjunto de normas de edificación que le garantizan un estilo arquitectónico singular: las edificaciones deben llevar en su gran mayoría elementos existentes en el lugar, tales como madera y piedra. No se observan altas edificaciones y, en general, las construcciones están limitadas a una altura de dos o tres pisos, dependiendo de la zona.
Se puede observar una gran influencia del arquitecto Alejandro Bustillo en las primeras construcciones.

### La Capilla

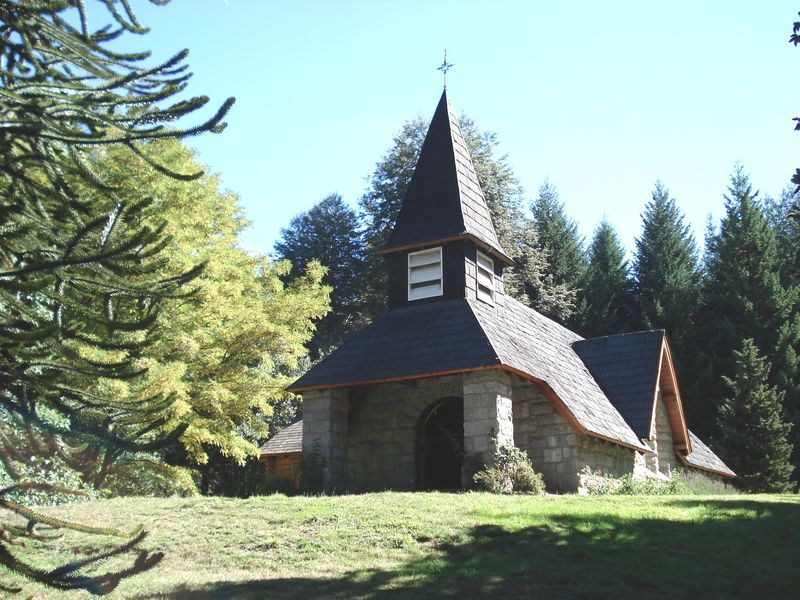
Capilla Nuestra Señora Virgen de la Asunción, obra de Alejandro Bustillo.

En 1936 comienza la construcción de la capilla Nuestra Señora Virgen de la Asunción, obra del arquitecto Alejandro Bustillo y que se inaugura en 11 de noviembre de 1938.
El 25 de noviembre de 1946 la capilla es entregada al cura párroco de San Martín de los Andes, padre Benigno Champeleaux.
En un principio dependía de la Parroquia Asunción Inmaculada de Bariloche, y desde allí llegaba el padre Miche, salesiano, a celebrar la misa. El padre Miche es recordado con gran afecto por los antiguos pobladores, y también son reconocidas sus pinturas al óleo del paisaje angosturense.
La piedra para su construcción se extrajo de una cantera, dentro de la Península de Quetrihué. En sus paredes laterales se observa un trabajo de cerámica donde hay una descripción de las distintas estaciones del Vía Crucis. Son pequeños paneles en cerámica donde el diseño de las figuras está realizado en alto relieve, en un diseño impresionista.

### El Messidor

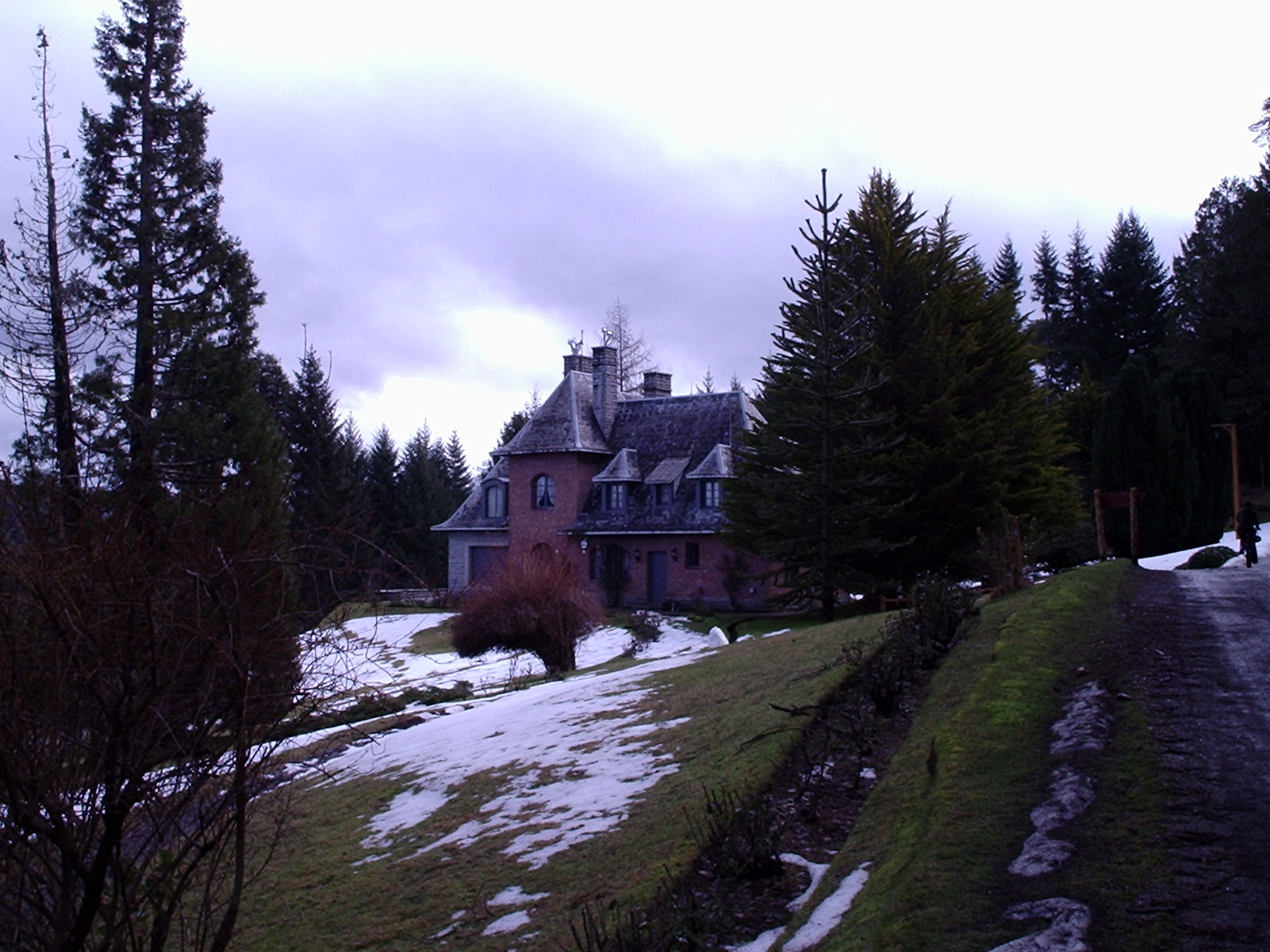
Residencia El Messidor.

Durante 1942, el arquitecto Alejandro Bustillo construyó en la zona cercana al puerto un pequeño castillo de estilo francés en la propiedad de Sara Madero de Demaría Salasa —prima hermana de Bustillo—. El lugar consta de una superficie de 36 hectáreas con bajada al lago Nahuel Huapi.
El 10 de abril de 1954 los senadores nacionales F. Capraro y J. Solana propusieron la adquisición del edificio para la Provincia del Neuquén. El 27 de abril del mismo año, Felipe Sapag reiteró la solicitud insistiendo en el valor turístico de la operación.
En 1964 pasó a ser propiedad de la Provincia del Neuquén con la expresa condición de ser la residencia oficial del Gobierno provincial. La Legislatura de la Provincia, luego de un amplio debate, aprobó su compra mediante la Ley 388 por el monto de 17.000.000 m$n.
Luego de ser derrocada en 1976, la presidente María Estela Martínez de Perón fue recluida temporalmente en la residencia.
El nombre Mesidor proviene del décimo mes del año en el antiguo calendario republicano francés y significa "Mes de Oro", por el color de las espigas de trigo en el otoño.
El edificio consta de dos plantas. En la superior se encuentran las habitaciones y en la planta inferior un gran comedor, living, sala de estar y una biblioteca de forma circular. En otra área están las habitaciones de huéspedes, cocina, despensa y oficinas.

## Gastronomía
La gastronomía del lugar no ofrece grandes variantes con respecto a los demás pueblos de la cordillera patagónica, dentro de las cuales se pueden apreciar exquisitos platos de truchas, ciervos y jabalíes ahumados; la preparación de salsas a base de hongos también está muy difundida.
El gran frío reinante y el aporte histórico de inmigrantes alemanes y suizos en la zona ha llevado a una gran difusión de platos dulces como Kuchen, Apfelstrudel y otras tortas típicamente germanas, chocolates de alta calidad, mermeladas de frutos silvestres y otros productos ahumados.
En toda la región es costumbre preparar la chicha, bebida alcohólica anterior a la llegada de los españoles.
La localidad cuenta con una infraestructura gastronómica de gran nivel orientada principalmente al turismo.

## Turismo y otras actividades

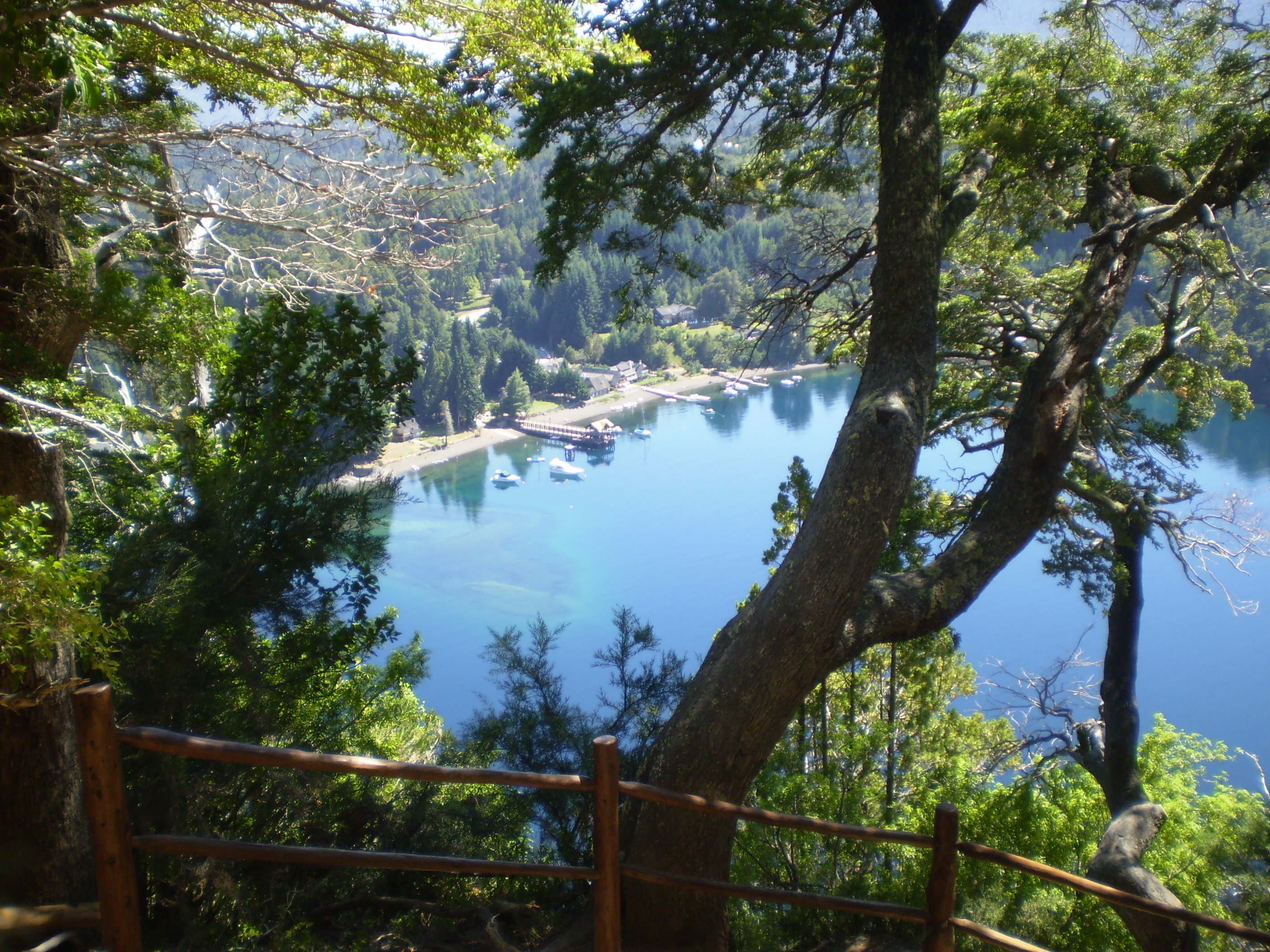
Vista de la zona de el puerto desde la península de Quetrihué.

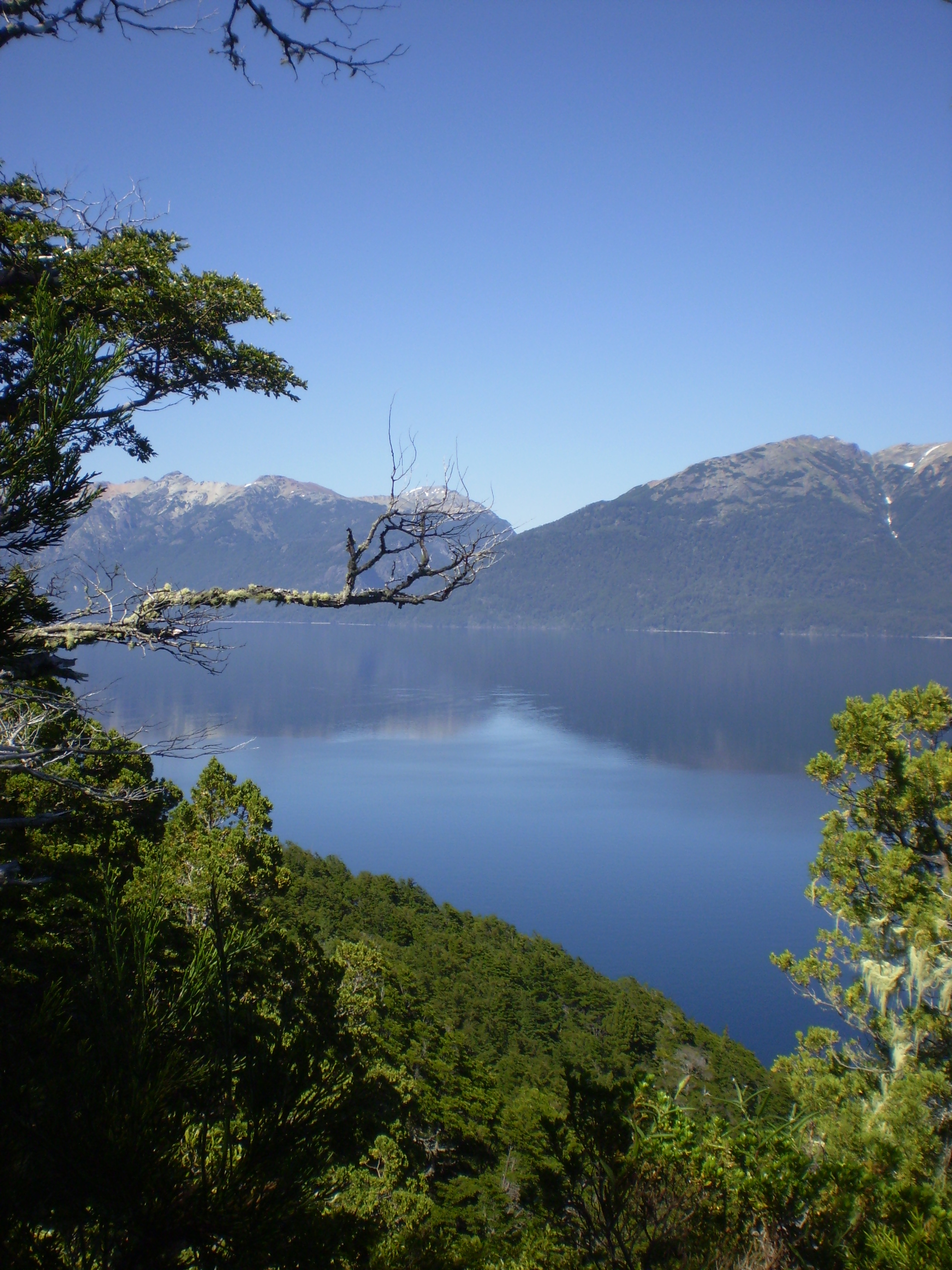
Vista del lago Nahuel Huapi desde el mirador de la península de Quetrihué.

La geografía del lugar permite una gran variedad de actividades y deportes bien definidos según si se encuentra en la estación invernal o estival. Durante el invierno los más practicados son el esquí, snowboard y andinismo; durante la época estival, se amplía la cantidad de actividades debido al aumento de temperatura, permitiendo el uso de los lagos y ríos para la práctica de diversos deportes náuticos, natación y pesca, así como realizar mountain bike, caminatas y cabalgatas.
La pesca deportiva ocupa un lugar muy importante dentro del esquema turístico del lugar y es reconocida internacionalmente. En lagos y ríos, se pueden obtener piezas de percas, truchas y salmónidos, y son famosos entre los aficionados a este deporte las desembocaduras de los ríos Correntoso, Bonito, Estacada, Ragintuco, Huemul, Limay, Machete y Ruca Malen, entre otros.

### Camino de los siete lagos
Se trata de un circuito turístico que recorre un tramo de la Ruta Nacional 40 y une a las localidades de San Martín de los Andes y Villa La Angostura. Debe su nombre a que se avistan siete lagos durante su recorrido. La vía fue inaugurada en 2015, tiene una extensión de 110 kilómetros y se habilitó de manera oficial el trayecto final que comprende el lago Villarino y el acceso a Villa Traful. La ruta de los Siete Lagos comunica a las localidades lacustres de San Martín de los Andes y Villa La Angostura a lo largo de un recorrido de atractivos naturales.

### Fiesta de los Jardines
Esta celebración se desarrolla en el mes de febrero y está destinada a promover el embellecimiento urbano de la localidad, con el cuidado y arreglo de jardines, tanto de viviendas particulares como de comercios, establecimientos hoteleros, cabañas e instituciones. Una comisión evaluadora recorre todos los barrios de la localidad para seleccionar los mejores jardines. Durante el trascurso de la fiesta se realizan espectáculos, charlas, desfiles y exposiciones de productores y artesanos locales.
Los festejos tuvieron inicio en el año 1991, pero se oficializaron el 3 de marzo de 1993 por Resolución N.º 3, cuando se declara de interés municipal "El Día de los Jardines de Villa La Angostura". La celebración se realizó durante dos años en forma consecutiva, y en virtud de la cantidad de familias angosturenses participantes, estimulados por los premios otorgados por el municipio y a fin de afianzar dicho evento, se declara a partir del año 1993 como "Fiesta de los Jardines" por la Ordenanza Municipal N° 570. Se establece como fecha de festividad del evento el mes de febrero de cada año, con una duración de cuatro días para la celebración, nominación y entrega de premios a los jardines seleccionados.
El 2 de septiembre de 1997, mediante Decreto Provincial N° 2713, se declara "Fiesta Provincial de los Jardines", detallando como escenario principal la Plaza de los Pioneros, en donde se realizan los distintos espectáculos artísticos, con la presentación de músicos, grupos de danzas, obras de teatro, entre otras actividades. Es destacada como una de las actividades principales el desfile de carrozas, con la participación de distintas instituciones públicas, privadas y figuras individuales.
En el año 2013 la celebración fue declarada fiesta nacional.

## Misceláneas
La localidad ha sido escenario de algunas producciones para cine y televisión:
- Siempre te amaré, película de 1971 protagonizada por Sandro.
- La vida según Muriel, película de 1997.[36]
- Buenos vecinos, telenovela de 1999 (algunos capítulos).
- Chiquititas: Rincón de luz, película de 2001.[37]
- Sangre fría, miniserie de terror de 2004.[38]

- Cerro Bayo, película de 2010.[39]

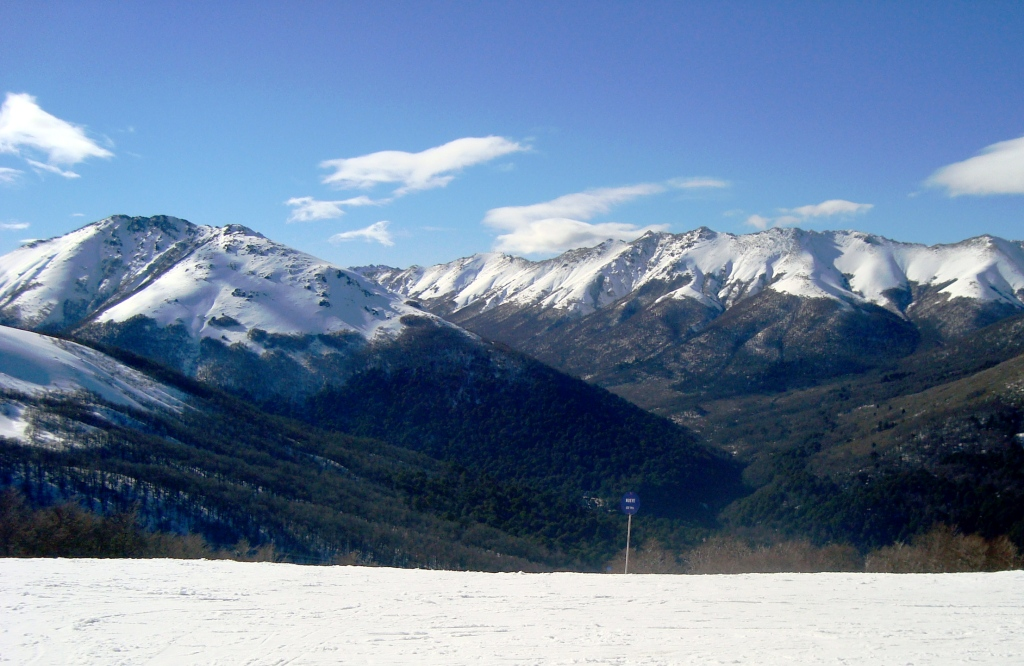
Pista con vista panorámica en Cerro Bayo

El 29 de noviembre de 2011, sobre la base de lo estipulado por la Secretaría de Comunicaciones, la localidad cambió su prefijo telefónico de 02944 a 0294.

## Parroquias de la Iglesia católica en Villa La Angostura
| Diócesis  | Neuquén                     |
| --------- | --------------------------- |
| Parroquia | Nuestra Señora de los Lagos |